# PenKnifeLoveLife
PenKnifeLoveLife, vaak afgekort als PKLL, is een hardcore/screamoband uit Leeds, Engeland en stonden getekend op Smalltown Records. De band heeft onder andere getoerd met Alexisonfire, The Eyes of a Traitor en Sparkle Of Hope. Pas in september 2006 speelden PenKnifeLoveLife voor het eerst in het buitenland, namelijk vier shows in België.
In juni 2007 maakte de band duidelijk dat ze gingen stoppen.

## Bandleden
- Ross Kenyon - Vocalist
- Luke Shuttleworth - Gitarist
- Daniel Hamer - Gitarist
- John Rees - Bassist
- Jacob Grace - Drummer

### Vroegere leden
- Ross Kenyon - Zanger
- Adam Phillips - Zanger
- Gary Parkinson
- James Gabitas
- Jake Greenwood
- Luke Fenn

## Discografie

### Albums
- A postmodern look at how we all long to fall in love (2004 - DEMO)
- There Is Nothing More Romantic Than Watching The World Die (2005)
- There Is Nothing More Romantic Than Watching The World Die (2005 - heruitgave)
- Porphyria's Lover (album)  (2006)
- Tell Me I'm Beautiful (Zou uitkomen in 2007, maar dankzij de split ging dit niet door.)

### Singles
- Porphyria's Lover (single) (2006)

## Trivia
- Smalltown Records is een independent platenlabel dat in 2004 speciaal werd opgericht voor de band.